# Richard Dixon Oldham
Richard Dixon Oldham (Dublin, 31 de julho de 1858 – 15 de julho de 1936) foi um geólogo britânico que fez a primeira identificação clara das chegadas separadas de ondas P, ondas S e ondas de superfície em sismogramas e a primeira evidência clara de que a Terra tem um núcleo central.

## Vida
Nascido em 31 de julho de 1858, filho de Thomas Oldham, um Fellow of the Royal Society e geólogo, Oldham foi educado na Rugby School e na Royal School of Mines.
Em 1879, Oldham tornou-se superintendente assistente do Geological Survey of India, trabalhando noHimalaias. Ele escreveu cerca de 40 publicações para o Levantamento sobre assuntos geológicos, incluindo fontes termais, a geologia do Vale do Son e a estrutura do Himalaia e da planície do Ganges. eu trabalho mais famoso foi em sismologia. Seu relatório sobre o terremoto de Assam em 1897 foi muito além dos relatórios de terremotos anteriores. Incluía uma descrição da falha de Chedrang, com elevação de até 35 pés e relatou acelerações do solo que excederam a aceleração gravitacional da Terra. Ele também incluiu relatos de ondas terrestres que podiam ser vistas viajando pela planície e de trombas d'água. Durante a estação fria após o terremoto, a Pesquisa realizou uma retriangulação de parte da área que havia sido inicialmente pesquisada em 1860. Eles encontraram deslocamentos de até 3,6 metros tanto em distâncias quanto em alturas, substancialmente maior do que poderia ser devido a erros. Este foi um dos primeiros relatórios de tal nova pesquisa.361-371
- Mapa de esboço das falhas de Samin e Chedrang, mostrando a elevação dos pés.
- A falha de Chedrang cortando o leito do rio Chedrang. A face da falha forma a margem direita do curso de água atual, e parte do antigo leito do rio pode ser vista acima da face da falha.
- Monumento a George Inglis, Chatak, mostrando a parte superior torcida em relação à base.

A contribuição mais importante de Oldham para a sismologia foi a primeira identificação clara das chegadas separadas de diferentes grupos de ondas, detectadas por sismogramas em locais distantes. No relatório do terremoto de 1897 ele apresentou dados, principalmente de estações na Itália, que mostravam três fases. As primeiras a chegar, as ondas P ou Primárias, foram ondas de compressão, que ele chamou de condensacionais. Em seguida, vieram as ondas S ou Secundárias, com movimento lateral, que ele chamou de distorção. A terceira fase foi de grandes ondulações. Os tempos de chegada dessas fases indicavam que as duas primeiras haviam percorrido o corpo terrestre, enquanto a terceira eram ondas de superfície. Como essas observações concordavam com a teoria para ondas elásticas, elas mostraram que a Terra poderia ser tratada como elástica em estudos de ondas sísmicas.

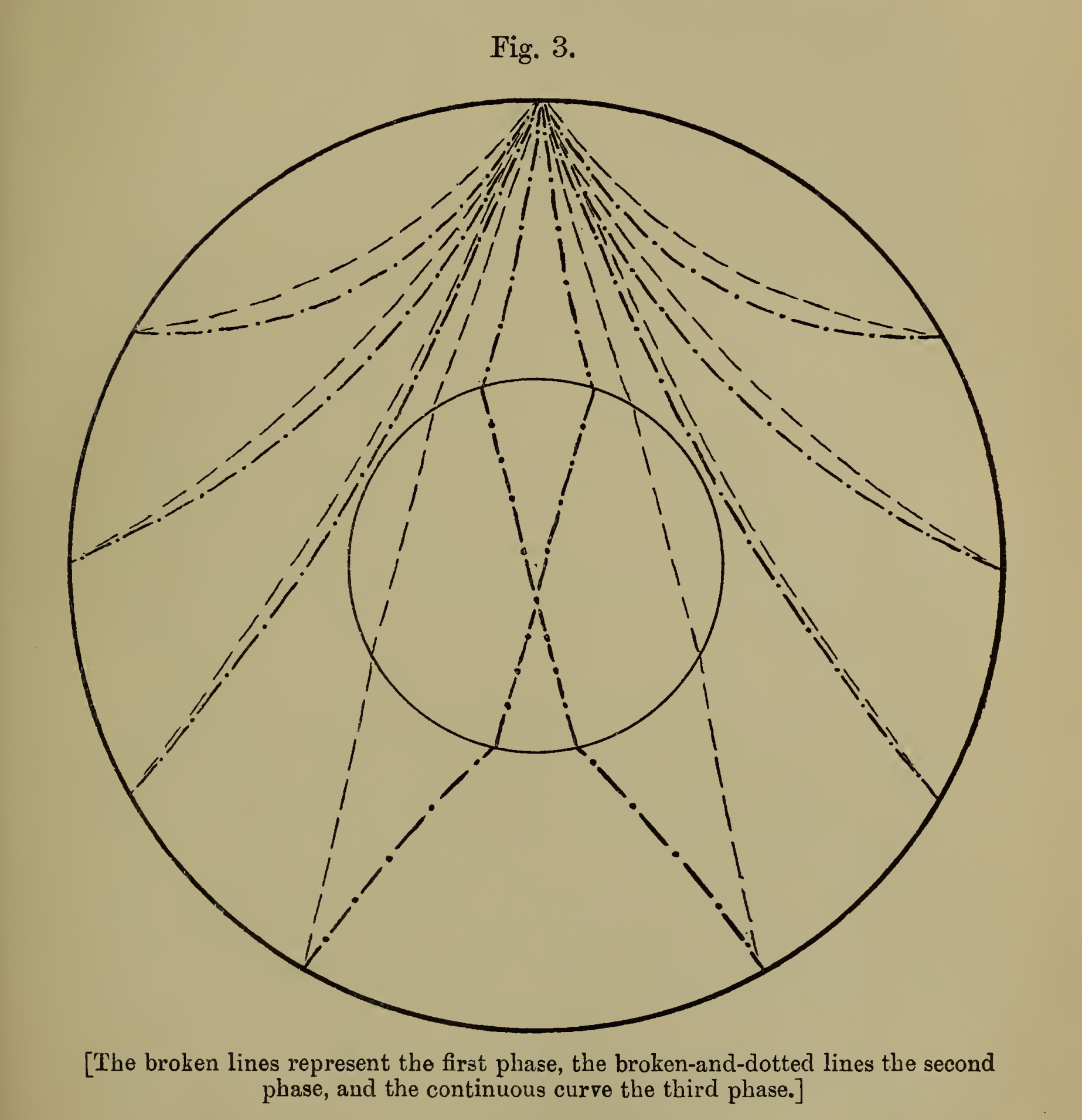
Transmissão de ondas de um terremoto, afetadas pela presença de um núcleo de 0,4 do diâmetro da Terra. De Oldham (1906)

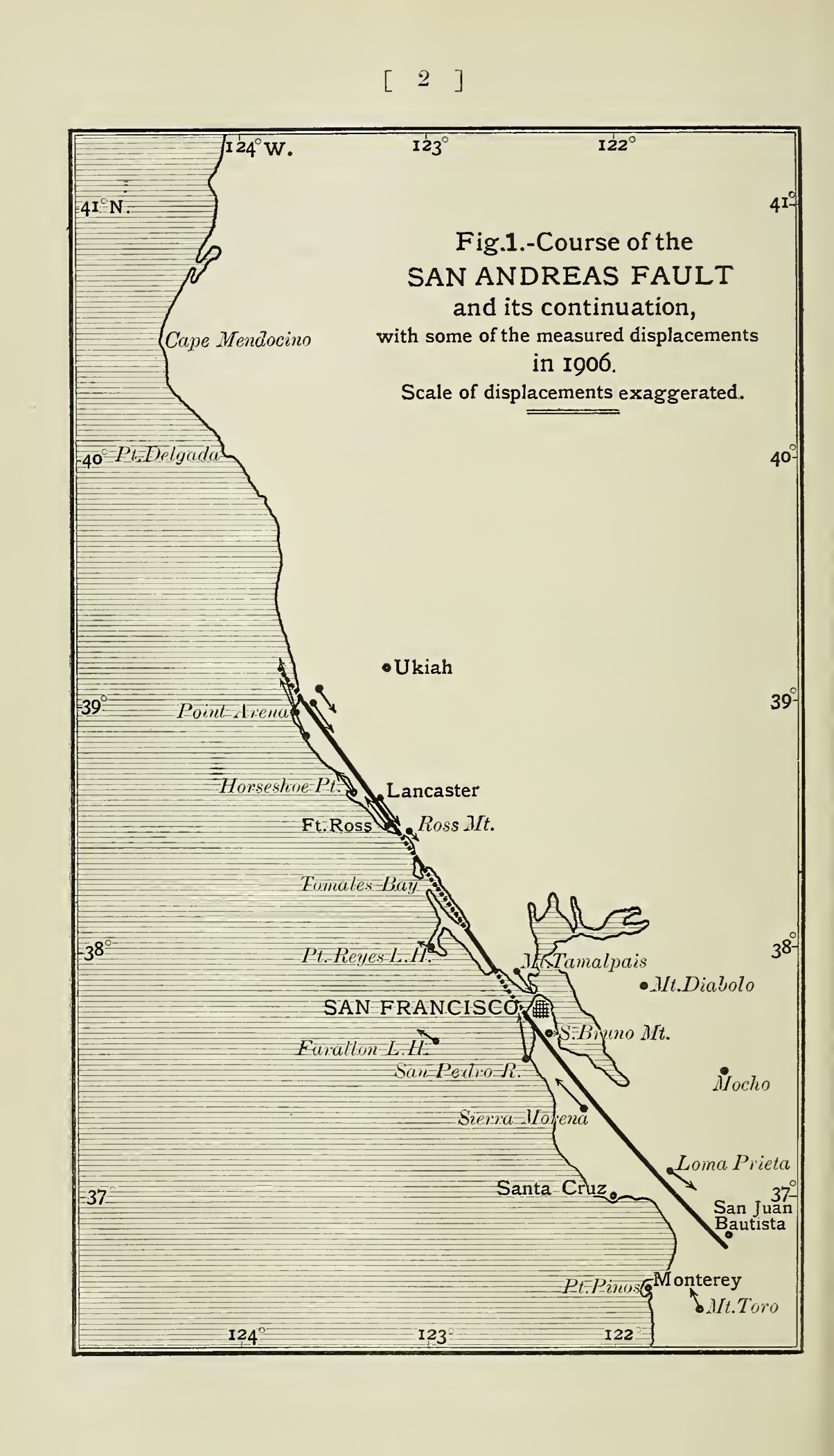
Mapa da falha de San Andreas, Califórnia, mostrando deslocamentos devido ao terremoto de 1906. De Oldham (1909)

Em artigos subsequentes, Oldham comparou dados de vários terremotos, com observações sísmicas em diferentes distâncias do epicentro. Ele encontrou uma descontinuidade nos tempos de viagem para as ondas S a cerca de 120 ° de distância angular do terremoto, sugerindo refração por um núcleo denso com um diâmetro de cerca de 0,4 o da Terra. Oldham não foi o primeiro a sugerir que a Terra tinha um núcleo denso, mas ele forneceu a primeira evidência direta de sua existência e tamanho.
Em 1903, Oldham renunciou ao GSI devido a problemas de saúde e voltou para o Reino Unido, morando em Kew e em várias partes do País de Gales.:110 Ele continuou a ser ativo no campo, publicando artigos sobre terremotos na Guatemala e na Califórnia.
Em 1908, Oldham recebeu a Medalha Lyell, em 1911 foi nomeado Fellow of the Royal Society, e de 1920 a 1922 serviu como Presidente da Geological Society of London. Mais tarde, ele se interessou pela geografia e história do delta do Ródano. Ele morreu em 15 de julho de 1936.:113

## Publicações
- Oldham, R.D. (1883). «Report on the geology of parts of Manipur and the Naga Hills». Memoirs of the Geological Survey of India. 19 (4)
- —— (1886). «Essays on Speculative Geology. 1. - On Homotaxis and Contemporaneity». Geological Magazine. 3 (7): 293–300. Bibcode:1886GeoM....3..293O. doi:10.1017/S0016756800145121
- —— (1886). «Essays on Speculative Geology. 2 - Probable Changes of Latitude». Geological Magazine. 3 (7): 300–308. Bibcode:1886GeoM....3..300O. doi:10.1017/S0016756800145133
- —— (1888). A Bibliography of Indian Geology: Being a List of Books and Papers, Relating to the Geology of British India and Adjoining Countries, Published Previous to the End of AD 1887. Calcutta: Superintendent, Government Printing, India
- —— (1894). «The Evolution of Indian Geography». The Geographical Journal. 3 (3): 169–192. JSTOR 1773463. doi:10.2307/1773463
- —— (1899). «Report of the great earthquake of 12th June, 1897». K. Paul, Trench, Trübner & co. Memoirs of the Geological Society of India. 29
- —— (1900). «On the Propagation of Earthquake Motion to Great Distances». Philosophical Transactions of the Royal Society A. 194 (252–261): 135–174. Bibcode:1900RSPTA.194..135O. JSTOR 90755. doi:10.1098/rsta.1900.0015
- —— (1901). «On the Origin of the Dunmail Raise (Lake District)». Quarterly Journal of the Geological Society. 57 (1–4): 189–197. doi:10.1144/GSL.JGS.1901.057.01-04.14
- —— (1902). «On Tidal Periodicity in the Earthquakes of Assam». Journal of the Asiatic Society of Bengal. 71: 139–153
- —— (1905). «The Rate of Transmission of the Guatemala Earthquake, April 19, 1902». Proceedings of the Royal Society of London. Series A. 76 (508): 102-111
- —— (1906). «The Constitution of the Interior of the Earth, as Revealed by Earthquakes». Quarterly Journal of the Geological Society. 62 (1–4): 456–475. doi:10.1144/GSL.JGS.1906.062.01-04.21
- —— (1907). «The Constitution of the Interior of the Earth, as revealed by Earthquakes:(Second Communication). Some New Light on the Origin of the Oceans». Quarterly Journal of the Geological Society. 63 (1–4): 344–350. doi:10.1144/GSL.JGS.1907.063.01-04.24
- —— (1909). «The Geological Interpretation of the Earth - Movements associated with the Californian Earthquake of April 18th, 1906». Quarterly Journal of the Geological Society. 65 (1–4): 1–20. doi:10.1144/GSL.JGS.1909.065.01-04.03
- —— (1914). «On the Effect of the Gangetic Alluvium on the Plumb-Line in Northern India». Proceedings of the Royal Society of London. Series A. 90 (615): 32–41. Bibcode:1914RSPSA..90...32O. JSTOR 93566. doi:10.1098/rspa.1914.0032
- —— (1914). «The constitution of the interior of the Earth as revealed by earthquakes». Nature. 92 (2312): 684–685. Bibcode:1914Natur..92..684O. doi:10.1038/092684c0
- —— (1917). «The structure of the Himalayas and of the Gangetic plain: as elucidated by geodetic observations in India». Memoirs of the Geological Survey of India. 42 (2)
- —— (1925). «The Portolan Maps of the Rhône Delta: A Contribution to the History of the Sea Charts of the Middle Ages». The Geographical Journal. 65 (5): 403–425. JSTOR 1782548. doi:10.2307/1782548
- —— (1926). «The Post-Roman History of the Rhone Delta». Science Progress in the Twentieth Century (1919-1933). 20 (79): 487–496. JSTOR 43428312
- —— (1926). «The depth and twofold character of earthquake origins». The Journal of Geology. 34 (5): 385-398. doi:10.1086/623325
- Oldham, Thomas (1879).  Oldham, R.D., ed. Geological Glossary: For the Use of Students. [S.l.]: E. Stanford
- Oldham, Thomas (1882).  Oldham, R.D., ed. «The Cachar earthquake of 10th January 1869». Memoirs of the Geological Survey of India. 19 (1)
- Oldham, Thomas (1882).  Oldham, R.D., ed. «The Thermal Springs of India». Memoirs of the Geological Survey of India. 19 (2)
- Medlicott, Henry Benedict; Blanford, William Thomas; Oldham, Richard Dixon (1893). A Manual of the Geology of India: Chiefly Compiled from the Observations of the Geological Survey: Stratigraphical and Structural Geology. Calcutta: Office of the Superintendent of Government Printing